# Il principe Igor'
Il principe Igor' (in russo Князь Игорь?) è l'unica opera lirica di Aleksandr Porfir'evič Borodin. Il compositore ne scrisse anche il libretto, basandosi sul poema epico slavo Canto della schiera di Igor', che narra una fallita campagna contro i Cumani nel 1185 del principe di Novgorod Igor' Svjatoslavič nell'antica Rus' di Kiev. L'opera, articolata in un prologo e quattro atti, è rimasta incompiuta alla morte del compositore avvenuta nel 1887, dopo una lunga gestazione durata quasi diciotto anni. Venne radicalmente rivista, completata degli atti mancanti e strumentata da Nikolaj Rimskij-Korsakov e Aleksandr Glazunov.

## Storia

### La composizione originale (1869-1887)

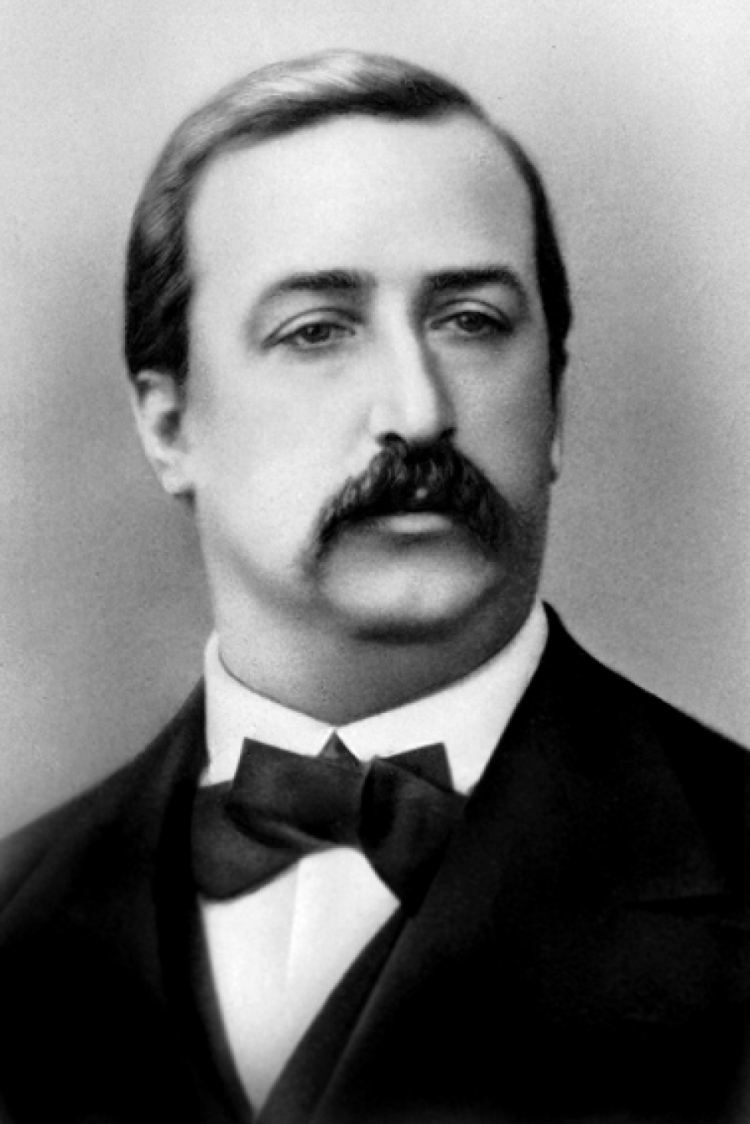
Aleksandr Borodin (1833-1887)

Dopo aver brevemente considerato il dramma di Lev Mej La fidanzata dello Zar (successivamente ripreso da Rimskij-Korsakov per la sua opera omonima) come soggetto per la sua prima opera, Borodin iniziò a cercarne un altro. Vladimir Stasov, critico e mentore del Gruppo dei Cinque, gli suggerì il Canto della schiera di Igor', un poema epico in prosa del XII secolo, e gli inviò una sceneggiatura per un'opera in tre atti il 30 aprile 1869. Borodin trovò la proposta incoraggiante, anche se non priva di difficoltà, e, dopo aver raccolto altro materiale letterario, iniziò a comporre nel settembre dello stesso anno. Presto però iniziò ad avere dubbi e timori e interruppe la composizione.
Nel corso dei successivi quattro anni non continuò il lavoro, ma utilizzò parte della musica creata per altri suoi lavori, quali la sua seconda sinfonia e l'opéra-ballet collettiva Mlada (1872). Il progetto di Mlada però presto fu abbandonato e Borodin pensò a come riutilizzare la musica che aveva prodotto, e nel 1874 tornò a dedicarsi al Principe Igor', incoraggiato anche dal successo che avevano avuto Rimskij-Korsakov e Musorgskij nel mettere in scena le loro opere a sfondo storico La fanciulla di Pskov e Boris Godunov.
Tuttavia l'occupazione principale di Borodin era la chimica, che comprendeva la ricerca e l'insegnamento. Pertanto, per la costernazione dei suoi amici, non dedicava alla musica tutto il tempo che il suo talento avrebbe giustificato. Nel 1876 Stasov, avendo perso ogni speranza che Borodin finisse l'opera, propose la sua sceneggiatura a Rimskij-Korsakov. Egli però decise di aiutare Borodin ad orchestrarne alcune parti importanti, come le famose Danze poloviciane, che, stando a quanto riferisce lo stesso Rimskij-Korsakov nella sua autobiografia La mia vita musicale, furono orchestrate da lui, Borodin e Anatolij Ljadov, lavorando febbrilmente una sera fino a tarda notte. Borodin complessivamente lavorò alla sua opera, in maniera discontinua, per quasi 18 anni.

### Il completamento postumo e l'orchestrazione (1887-1888)

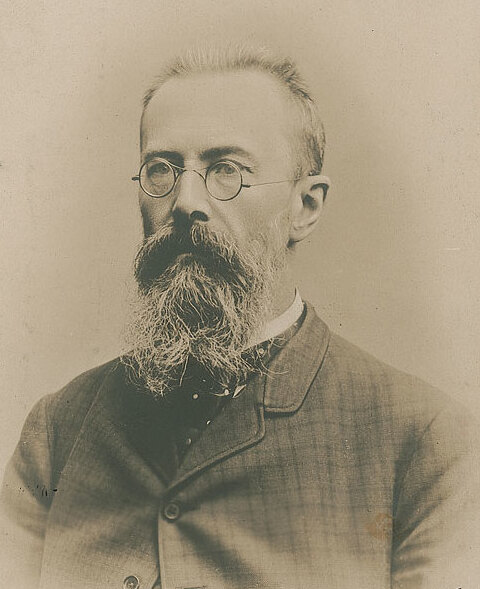
Nikolaj Rimskij-Korsakov

Dopo che Borodin morì nel 1887, lasciando il Principe Igor' incompiuto, Rimskij-Korsakov e Stasov ne raccolsero tutte le sopravvissute parti manoscritte e le portarono a casa di Rimskij-Korsakov. Successivamente Rimskij-Korsakov ed il suo giovane allievo Aleksandr Glazunov si spartirono il lavoro per portare a termine l'opera: riempire e terminare le parti non finite, dare all'opera una forma compiuta e terminare l'orchestrazione nei punti molto mancanti. La prima rappresentazione dell'opera ebbe luogo al teatro Mariinskij di San Pietroburgo il 4 novembre 1890 diretta da Eduard Nápravník.
Nonostante i loro sforzi, però, l'opera rimase episodica e statica, a causa della mancanza di unità dovuta allo stato di incompiutezza in cui l'aveva lasciata Borodin. Un'altra causa di ciò è data dal fatto che il compositore non completò il libretto prima di intraprendere la composizione, ma lo scrisse man mano assieme alla musica, perdendo così di vista il filo narrativo d'insieme dell'opera. Infatti sono presenti singoli episodi qualitativamente molto alti, con musiche molto belle anche se non tutte uscite dalla penna di Borodin, ma manca una struttura che li integri fra di loro in una narrazione fluente. Inoltre alcuni brani scritti da Borodin non trovarono posto nella versione finale dell'opera, ma dovettero essere sacrificati per dare al lavoro un aspetto per quanto possibile coeso.

## Trama
L'azione ha luogo nel 1185 nella città di Putivl' (prologo, atti I e IV) e nell'accampamento dei Cumani/Poloviciani (atti II e III).

### Prologo
Nella piazza della cattedrale di Putivl'. Il principe Igor' Svjatoslavič sta organizzando una campagna contro i Poloviezi, che hanno attaccato le terre russe. Il popolo intona canti di lode, quando un'eclissi di sole provoca la costernazione generale. Due soldati, Skula ed Eroška disertano, convinti che il principe Vladimir Jaroslavič offrirà loro un'occupazione più gradita. Sebbene Jaroslavna, moglie di Igor', consideri l'eclisse un cattivo presagio, egli insiste nell'andare in guerra: il senso dell'onore glielo impone. Igor' affida la moglie al fratello di lei, Vladimir Jaroslavič, principe di Halyč, che lo ringrazia per averlo accolto dopo essere stato bandito dalla sua terra dal padre e dai fratelli. Il popolo intona un canto glorificatore e l'esercito si mette in marcia contro i Polovezi.

### Atto I
Scena prima La corte di Vladimir a Putivl'. I seguaci del principe di Halyč cantano in suo onore. Skula ed Eroška ora suonano il gudok (antico strumento ad arco con tre corde), mentre i seguaci del principe intonano un canto in cui lui ed i suoi uomini hanno rapito una ragazza che li supplica di lasciarla tornare dal padre senza essere disonorata. Arriva Vladimir di Halyč che canta come, se fosse principe di Putivl', passerebbe le sue giornate a bere, fare festa e divertirsi con le ragazze più belle, mentre la sorella sarebbe relegata in un monastero. Un gruppo di giovani donne lo prega di rilasciare una loro amica rapita, ma egli le scaccia. Gli uomini di Vladimir si chiedono cosa accadrebbe se Jaroslavna venisse a sapere ciò che stanno facendo, ma si convincono che con tutti gli uomini in guerra sarebbe inerme, e quindi decidono di andare sulla piazza della città per proclamare Vladimir principe di Putivl', lasciando indietro i due musicisti ubriachi.
Scena seconda Una stanza nel palazzo di Jaroslavna. La principessa è in pena per l'assenza del marito, quando arrivano le giovani donne che le raccontano della loro amica rapita da Vladimir. Quest'ultimo entra e le giovani fuggono. Ne nasce un litigio tra Jaroslavna e Vladimir, con minacce e accuse, poi Vladimir esce. Arriva il consiglio dei boiardi che informa la principessa che i Poloviciani al comando di Gzak stanno per attaccare la città: l'esercito di Igor' è stato sconfitto ed egli è stato ferito e catturato assieme a suo figlio ed a suo fratello. Non è possibile mandare messaggeri alle città vicine perché le strade sono state interrotte dal nemico. I boiardi dichiarano che organizzeranno la difesa della città, quando Vladimir torna con i suoi che lo vorrebbero nuovo principe di Putivl', ma i boiardi non sono d'accordo. La disputa è interrotta dalla battaglia imminente.

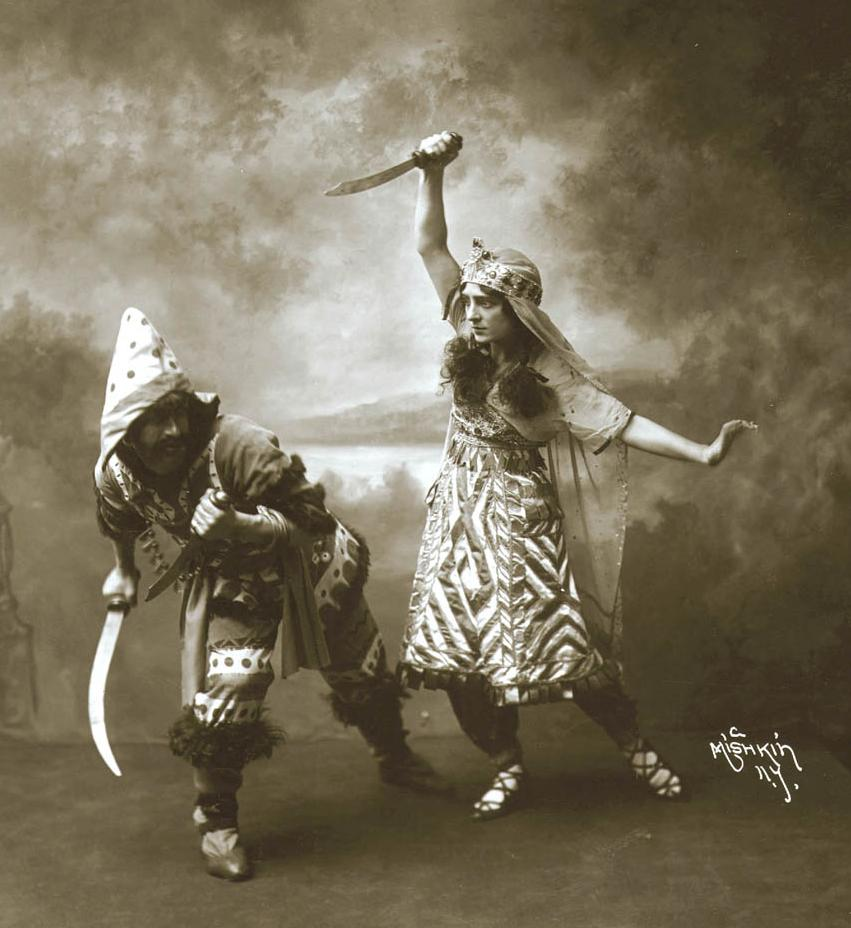
Rosina Galli e Giuseppe Bonfiglio - Danze polovesiane - 1915

### Atto II
La sera nell'accampamento dei Polovezi. Le fanciulle polovesiane cantano e danzano (celeberrimo il tema, conosciuto appunto come danza delle fanciulle polovesiane). Si unisce a loro Končakovna. I prigionieri russi fanno ritorno dalla giornata di lavoro e ringraziano le donne che danno loro da mangiare. Le guardie si ritirano, lasciando solo Ovlur, un cristiano, alla sorveglianza. Vladimir, figlio di Igor' canta sperando che il suo amore, Končakovna, lo raggiunga presto. La ragazza arriva e i due intonano in un duetto il loro amore. Al sopraggiungere di Igor' se ne vanno. Egli canta il suo dolore per le sue disgrazie. Ovlur gli propone la fuga, ma giunge Končak che chiede a Igor' come stia. Končak gli promette la libertà in cambio della rinuncia alla guerra, ma Igor' non può accettare. Končak fa entrare i servi per intrattenere Igor' e lui stesso: essi cantano e ballano in onore di Končak (danze poloviciane).

### Atto III
Nell'accampamento dei Polovezi. L'esercito poloviciano ritorna in trionfo cantando il sacco di Putivl'. Končak afferma che presto sottometterà tutta la Russia. Vladimir esorta Igor' alla fuga, egli è riluttante, ma quando Ovlur arriva dicendo di aver preparato i cavalli per Igor' e Vladimir, il principe accetta. Entra Končakovna che chiede a Vladimir di dimostrargli il suo amore portandola con lui o rimanendo. Il giovane non riesce a lasciare l'amata e Igor' fugge da solo. Končakovna dà l'allarme e suo padre fa uccidere le guardie e dà in sposa la figlia a Vladimir.

### Atto IV
L'alba a Putivl'. Jaroslavna piange la lontananza da Igor' e la sua sconfitta e, mentre contempla la distruzione operata dal nemico, scorge due figure a cavallo che avanzano: sono Igor' ed Ovlur. Marito e moglie cantano la gioia della loro riunione. Skula ed Eroška stanno cantando facendosi beffe di Igor', quando lo vedono in lontananza. Dopo un momento di panico decidono di giocare d'astuzia per salvarsi: suonano le campane di una chiesa per radunare una folla ed annunciare il ritorno di Igor'. All'inizio vengono trattati con sospetto, ma poi il popolo ed i boiardi celebrano con gioia il ritorno del principe Igor'.

## Struttura dell'opera
La suddivisione è presentata in accordo all'edizione tradizionale a cura di Rimskij-Korsakov e Glazunov. Le date si riferiscono alla composizione, non all'orchestrazione.
| N. | Atto                  | Descrizione                                          | Inizio | Fine | Composizione                | Orchestrazione                      |
| -- | --------------------- | ---------------------------------------------------- | ------ | ---- | --------------------------- | ----------------------------------- |
| -  | -                     | Ouverture                                            | 1887   | 1887 | Glazunov                    | Glazunov                            |
| 1  | -                     | Prologo                                              | 1876   | 1885 | Borodin                     | Borodin / Rimskij-Korsakov          |
| 2a | Atto I, Scena prima   | Coro                                                 | 1875   | 1875 | Borodin                     | Rimskij-Korsakov                    |
| 2b | Atto I, Scena prima   | Recitativo e Canzone: Vladimir di Halyč              | 1879   | 1879 | Borodin                     | Borodin                             |
| 2c | Atto I, Scena prima   | Recitativo: Vladimir di Halyč                        | ?      | ?    | Borodin                     | Rimskij-Korsakov                    |
| 2d | Atto I, Scena prima   | Coro delle fanciulle e scena                         | ?      | ?    | Borodin                     | Rimskij-Korsakov                    |
| 2e | Atto I, Scena prima   | Scena: Skula, Eroška                                 | ?      | ?    | Borodin                     | Rimskij-Korsakov                    |
| 2f | Atto I, Scena prima   | Canzone in onore di Vladimir di Halyč: Skula, Eroška | 1878   | 1878 | Borodin                     | Rimskij-Korsakov                    |
| 2g | Atto I, Scena prima   | Coro                                                 | ?      | ?    | Borodin                     | Rimskij-Korsakov                    |
| 3  | Atto I, Scena seconda | Arioso: Jaroslavna                                   | 1869   | 1875 | Borodin                     | Rimskij-Korsakov                    |
| 4  | Atto I, Scena seconda | Scena: Jaroslavna, Nutrice, Coro                     | 1879   | 1879 | Borodin                     | Borodin                             |
| 5  | Atto I, Scena seconda | Scena: Jaroslavna, Vladimir di Halyč                 | 1879   | 1879 | Borodin                     | Rimskij-Korsakov                    |
| 6  | Atto I, Scena seconda | Finale: Jaroslavna, Vladimir di Halyč, Coro          | 1879   | 1880 | Borodin                     | Rimskij-Korsakov                    |
| 7  | Atto II               | Coro delle fanciulle poloviciane                     | ?      | ?    | Borodin                     | Rimskij-Korsakov                    |
| 8  | Atto II               | Danza delle fanciulle poloviciane                    | ?      | ?    | Borodin                     | Rimskij-Korsakov                    |
| 9  | Atto II               | Cavatina: Končakovna                                 | 1869   | 1869 | Borodin                     | Borodin                             |
| 10 | Atto II               | Scena: Končakovna, Coro                              | 1887   | 1887 | Rimskij-Korsakov / Glazunov | Rimskij-Korsakov / Glazunov         |
| 11 | Atto II               | Recitativo e Cavatina: Vladimir                      | 1877   | 1878 | Borodin                     | Borodin                             |
| 12 | Atto II               | Duetto: Vladimir, Končakovna                         | 1877   | 1878 | Borodin                     | Rimskij-Korsakov                    |
| 13 | Atto II               | Aria: Igor'                                          | 1881   | 1881 | Borodin                     | Rimskij-Korsakov                    |
| 14 | Atto II               | Scena: Igor', Ovlur                                  | ?      | ?    | Borodin                     | Rimskij-Korsakov                    |
| 15 | Atto II               | Aria: Končak                                         | 1874   | 1875 | Borodin                     | Borodin                             |
| 16 | Atto II               | Recitativo: Igor', Končak                            | ?      | ?    | Borodin                     | Rimskij-Korsakov                    |
| 17 | Atto II               | Danze Poloviciane con Coro                           | 1869   | 1875 | Borodin                     | Borodin / Rimskij-Korsakov / Ljadov |
| 18 | Atto III              | Marcia dei Poloviciani                               | 1869   | 1875 | Borodin                     | Borodin / Rimskij-Korsakov          |
| 19 | Atto III              | Canzone: Končak                                      | ?      | ?    | Glazunov                    | Glazunov                            |
| 20 | Atto III              | Recitativo and Scena                                 | ?      | ?    | Borodin                     | Glazunov                            |
| 22 | Atto III              | Recitativo: Ovlur, Igor'                             | 1888   | 1888 | Glazunov                    | Glazunov                            |
| 23 | Atto III              | Trio: Igor', Vladimir, Končakovna                    | ?      | 1888 | Borodin / Glazunov          | Glazunov                            |
| 24 | Atto III              | Finale: Končakovna, Končak, Coro                     | 1884   | ?    | Borodin / Glazunov          | Glazunov                            |
| 25 | Atto IV               | Lamento: Jaroslavna                                  | 1875   | 1875 | Borodin                     | Borodin                             |
| 26 | Atto IV               | Coro del popolo                                      | 1879   | 1879 | Borodin                     | Borodin                             |
| 27 | Atto IV               | Recitativo and Duetto: Jaroslavna, Igor'             | 1876   | 1876 | Borodin                     | Rimskij-Korsakov                    |
| 28 | Atto IV               | Canzone: i suonatori di gudok, Scena e Coro          | ?      | ?    | Borodin                     | Rimskij-Korsakov                    |
| 29 | Atto IV               | Finale: Skula, Eroška, Coro                          | ?      | ?    | Borodin                     | Borodin / Rimskij-Korsakov          |